# Savilly
Savilly é uma comuna francesa na região administrativa da Borgonha-Franco-Condado, no departamento de Côte-d'Or. Estende-se por uma área de 8,63 km². Em 2010 a comuna tinha 81 habitantes (densidade: 9,4 hab./km²).